# قطعنامه ۲۹ شورای امنیت
قطعنامه ۲۹ شورای امنیت سازمان ملل متحد که در تاریخ ۱۲ اوت ۱۹۴۷ تصویب شد، سندی بین‌المللی دربارهٔ پذیرش اعضای جدید در سازمان ملل متحد است. این قطعنامه طی نشست ۱۹۰ام با ۱۱ موافق، ۰ مخالف و ۰ ممتنع تصویب شد.